# Школа искусств Глазго
Школа искусств Глазго (англ. Glasgow School of Art) — высшее художественное училище в Глазго.

## История
Школа искусств Глазго была основана в 1845 году и первоначально носила название Государственная школа дизайна Глазго (англ. Glasgow Government School of Design). Нынешнее здание школы было построено в 1897—1909 годах в стиле ар-нуво по проекту выдающегося шотландского архитектора Чарльза Ренни Макинтоша.
В 2010 году Школу искусств признали лучшим зданием Великобритании за прошедшие 175 лет.

### Пожар 2014 года
Школа искусств загорелась 23 мая 2014 года около 12:30 по гринвичскому времени, после того, как в подвале помещения взорвался проекционный аппарат. Сотрудники школы были благополучно эвакуированы. На место происшествия были стянуты пожарные бригады со всего города. К 17:00 пожар удалось локализовать, однако и после этого в здании сохранялись очаги горения. В результате инцидента никто не пострадал. Пожарные не позволили огню уничтожить структуру и стены здания, сообщив о спасении 90 % здания и порядка 70 % внутреннего убранства и имущества. Президент Королевского института британских архитекторов Стивен Ходдер назвал пожар «общемировой трагедией».

### Реставрация
Вскоре после пожара были начаты реставрационные работы. Восстановление и воспроизведение дизайна Макинтоша, включая знаменитый интерьер библиотеки, начались в 2016 году. Процесс проводился с исторической достоверностью, включая использование оригинальных сортов древесины. На реставрацию здания было потрачено около 35 миллионов фунтов, собранных с помощью энтузиастов, среди которых числились актёры Брэд Питт и Питер Капальди. Работы планировалось завершить к концу 2018 года, а в 2019 году Школа искусств должна была переехать обратно в главное здание.

### Пожар 2018 года
15 июня 2018 года в 23:20 по местному времени в находящемся на реконструкции здании произошёл крупный пожар. Причина возникновения не установлена. Огонь нанёс учебному корпусу Макинтоша «мощнейший ущерб», затронув все этажи, и распространился на соседние здания, в частности, сильно пострадал ночной клуб O2 ABC. Жители близлежащих домов были эвакуированы. К тушению возгорания было привлечено более 120 сотрудников пожарной службы. Оно было преимущественно локализировано к полудню следующего дня, хотя в некоторых небольших зонах всё ещё велись пожарные расчёты. На момент происшествия в здании никого не было, информации о жертвах не поступало. 
Вскоре было объявлено, что поскольку существует риск обрушения, здание планируется частично разобрать и перестроить заново. Соответствующие работы начались в июле 2018 года, а затраты на них будут покрыты страховкой.

## Учебная программа
В Школе искусств Глазго обучаются живописи, графике, фотографии, скульптуре, истории искусств, киноискусству приблизительно 1600 студентов на 10 различных факультетах.